# 政大搖搖哥事件
2016年3月31日，一名常出沒於國立政治大學、暱稱「搖搖哥」的丁姓男子，因精神障礙而於當日下午遭強制送醫，後由臺灣臺北地方法院新店簡易庭裁定應予釋放。此事件在臺灣引起關於精神障礙人士人身自由的討論。

## 概要
據傳搖搖哥是常出沒國立政治大學校園的精障與風雲人物。自內湖隨機殺人事件後，台北市政府無預警將搖搖哥強制送醫，聲稱是經民眾檢舉，造成人權團體、律師、學者批評。

### 狀況
政治大學學生認為，搖搖哥為沒有危險性，是校內風雲人物。政治大學教授劉宏恩指出，搖搖哥經常出現在校園附近，有時會揮舞手臂、搖頭晃腦、自言自語，但從不曾傷害自己或他人。

### 被抓
3月31日中午，搖搖哥被臺北市政府警察局文山第一分局警察、臺北市政府衛生局及政大駐警隊強制送醫，兩名警員扣住搖搖哥。過程中搖搖哥不斷反抗並大喊：「我沒有犯法」、「我有傷人嗎」，並不斷掙脫員警手臂；但兩名員警仍強制將他拉上擔架，推上救護車送醫。
學者、人權團體、律師知道後指責，搖搖哥強制送醫違反人權，而且強制送醫對搖搖哥本身已經產生心理傷害，要求立即放人，進一步擔憂恐懼有下一個受害者。台灣人權促進會當夜與戰鬥法律人成員律師劉繼蔚等人緊急會商後，緊急向台北地方法院提交提審聲請書。
4月1日日間，律師團成員曾威凱、謝富凱、周宇修及人本教育基金會副執行長謝淑美等人，在台北地方法院前呼籲民眾上網簽署公版提審聲請書，聲援營救搖搖哥；律師團並在台北地方法院門口前高喊：「停止濫權、立即放人」，呼籲北市府立即釋放沒有危險性的搖搖哥。
同日，前公共電視文化事業基金會總經理馮賢賢在臺北市市長柯文哲的facebook頁面留言批評，柯文哲叫別人包容如海，他卻去抓拒絕「被脅迫」的市民，騷擾所有能被掌握的精神障礙者；「柯市長，你在踐踏人權」，如果柯文哲不辭職下台，柯文哲應該立即「被同意」上課修補他破損的腦袋和昏聵的心。

### 釋放
4月1日晚間，在人權團體的努力下與搖搖哥本人表態不願住院，搖搖哥獲得釋放。